# Łuna 3
Łuna 3 – bezzałogowa sonda kosmiczna wystrzelona 4 października 1959 roku przez ZSRR. 18 października tego samego roku przesłała pierwsze zdjęcia niewidocznej strony Księżyca. Minęła Srebrny Glob w odległości 6200 km, 6 października 1959, o godz. 14:16 GMT.

## Przebieg misji
Misja próbnika Łuna 3 miała być kolejnym radzieckim krokiem na drodze eksploracji przestrzeni kosmicznej. Tym razem zadaniem sondy nie było uderzenie w księżycowy grunt, ale przeprowadzenie innej operacji o bezprecedensowym charakterze – sfotografowanie i przesłanie na Ziemię wywołanych na pokładzie aparatu zdjęć odwrotnej, niewidocznej z Ziemi półkuli Księżyca. Trasa Łuny 3 wyznaczona została w postaci pętli. Sonda miała okrążyć Srebrny Glob, po czym powrócić w pobliże Ziemi i przesłać drogą radiową wywołane na pokładzie zdjęcia.
Rakieta nośna Łuna 8K72 wyniosła sondę na orbitę i bezpośrednio nakierowała ją na trajektorię w kierunku Księżyca. Data wystrzelenia była nieprzypadkowa z dwóch powodów. Po pierwsze, w czasie, gdy sonda miała znaleźć się nad niewidoczną stroną Księżyca, ten miał być w nowiu – w pełni oświetlony promieniami słonecznymi. Po drugie, była to druga rocznica wystrzelenia Sputnika 1.
Po wystrzeleniu sondy stwierdzono, że odbierany z niej sygnał radiowy jest o połowę słabszy od oczekiwanego, a temperatura wewnętrzna wzrastała. Problem rozwiązano poprzez wyłączenie części urządzeń. Dzięki temu temperatura spadła z 40° do 30 °C. W odległości 70 000 km od Księżyca ponownie włączono wszystkie urządzenia, statek zaś przestał rotować.
Po udanym wystrzeleniu i przelocie nad biegunem północnym drogą radiową wyłączono stopień ucieczkowy Blok-E rakiety nośnej, który skierował Łunę na trajektorię translunarną. Po wejściu na nią, sonda ustabilizowała własne położenie dzięki zestawom fotokomórek reagujących na światło słoneczne. Kiedy sonda przelatywała nad okolicami południowego bieguna Księżyca, jej czujniki wykryły Słońce. Sonda odwróciła się spodem w kierunku Księżyca. Wtedy też Srebrny Glob znalazł się w polu widzenia innych sensorów, umieszczonych na szczycie statku. Reagując na ich sygnały statek odwrócił się obiektywem w kierunku powierzchni Księżyca i wyłączył czujniki słoneczne. 7 października, o godz. 03:30 GMT, rozpoczęło się fotografowanie trwające przez 40 minut lotu. Sesja rozpoczęła się z odległości 63 500 km (planowo miało to być 62 000 km), kiedy to wykonano pierwszą fotografię i zakończyła w odległości 66 700 km, kiedy to wykonano ostatnią. Po przelocie nad północnym biegunem Księżyca, aparat zaczął powracać na Ziemię po zaplanowanej orbicie, tak aby cały czas znajdował się w polu odbioru śledzących go stacji naziemnych. Nadajnik Łuny 3 nie miał wystarczającej mocy by przesyłać sygnały z takiej odległości. Musiano zaczekać aż znajdzie się wystarczająco blisko naszej planety. 8 października sonda podjęła próbę przesłania zdjęć, jednak sygnał był niewystarczająco silny. Udało się to dopiero 18 października.
Naukowcy uzyskali 17 nadających się do użytku fotografii z 29 zrobionych. Obejmowały one około 70% powierzchni półkuli niewidocznej. Zdjęcia wykonane przez Łunę 3 były bardzo niewyraźne, jednakże pozwoliły na rozróżnienie kilku krain selenograficznych. Wtedy też po raz pierwszy przekonano się, że strona niewidoczna zdominowana jest przez wyżyny, z bardzo niewielką ilością „mórz”, „jezior” i „zatok”. Dzięki jej zdjęciom odkryto niezwykłą wielopierścieniową formację, którą nazwano Morzem Wschodnim (Mare Orientale), i ponadto dwa inne morza – Moskiewskie (Mare Moscovrae) i Morze Snów (Mare Desiderii). Pierwsze fotografie pozwoliły także na wyodrębnienie kilku dużych formacji kraterowych i nadanie im nazw (m.in. Ciołkowskiego, Łomonosowa czy Mendelejewa). Kontakt z tym satelitą został utracony 22 października. 29 kwietnia 1960 statek wszedł w górne warstwy atmosfery ziemskiej i spłonął.
Łuna 3 była pierwszą sondą, która sfotografowała i przesłała zdjęcia odwrotnej, niewidocznej z Ziemi półkuli księżycowej. Dzięki tej misji po raz pierwszy w historii ludzkości człowiek był w stanie ujrzeć powierzchnię jeszcze nieznaną. Mimo że zdjęcia były słabej jakości, pozwoliły na stworzenie pierwszej wersji atlasu niewidocznej strony Księżyca, porównanie obu półkul oraz na skonstruowanie pierwszych trójwymiarowych modeli naszego naturalnego satelity.

## Budowa i działanie
Sonda nosiła fabryczne oznaczenie E-3. Jej cylindryczny kadłub był hermetyczny. Ciśnienie w środku wynosiło 0,23 atmosfery. Kadłub Łuny 3 obłożony został użytymi po raz pierwszy w historii panelami fotoogniw słonecznych. Zasilały one chemiczne akumulatory. Sonda wyposażona została w gazowe silniczki korygujące jej położenie oraz zestawy fotokomórek, ukierunkowujących sondę na Słońce i Księżyc. Statek nie posiadał napędu umożliwiającego zmianę kursu. Temperatura obiektu była na bieżąco kontrolowana i stabilizowana przez układ regulujący.
Statek był stabilizowany obrotowo i kierowany radiowo bezpośrednio z Ziemi. Układ łączności i telemetrii wykorzystywał cztery anteny umieszczone na szczycie sondy i dwie na jej spodniej części.

## Oznaczenia
Misja Łuny 3 była jeszcze dwukrotnie ponawiana. Podobne do Łuny 3 statki, oznaczane zwykle jako E-3 1 i E-3 2, startowały jednak bez powodzenia 15 i 16 kwietnia 1960. W pierwszej misji zawinił silnik 3. stopnia rakiety. Osiągnął niepełny ciąg lub przedwcześnie się wyłączył – uzyskano trajektorię balistyczną. W drugiej misji, 2. człon dodatkowy osiągnął przy zapłonie tylko 3/4 ciągu. Cztery dziesiąte sekundy po starcie oderwał się od reszty rakiety i eksplodował. Po utracie ciągu pozostałe człony dodatkowe również się oddzieliły i poleciały ponad stacjami śledzenia i terenami zamieszkanymi. Człony główne kontynuowały lot.

## Ładunek
System wizyjny wyposażony został w aparat z automatycznym wyzwalaczem filmu. Ponadto sonda miała na pokładzie dodatkowy zestaw naukowy, m.in. do badań promieniowania kosmicznego i zagęszczenia przestrzeni kosmicznej mikrometeoroidami.
- System fotograficzny Jenisej-2

System składał się z dwuobiektywowego (f=20 cm; f/5,6 i d = 50 cm; f/9,5) aparatu fotograficznego, jednostki automatycznego wywoływania filmu i skanera. System dysponował 40-klatkową kliszą 35. mm filmu izochromowego (termicznie i radiacyjnie odpornego). Obiektyw 20 cm mógł fotografować całą półkulę, a 50 cm poszczególne regiony. Aparat był zamontowany na stałe, a nakierowywanie odbywało się przez obrót całego statku. Po wykonaniu fotografii film był umieszczany w pokładowym mechanizmie wywoływania, utrwalania i suszenia filmu. Komendą z Ziemi nakazywano skanowanie wywołanych zdjęć (rozdzielczość do 1000 linii) – lampa rzucała światło na fotopowielacz poprzez film.
- Detektor promieniowania gamma
- Eksperymenty mikrometeoroidów